# Kiss of Death (album de Jadakiss)
Pour les articles homonymes, voir Kiss of Death.
Albums de Jadakiss
Kiss tha Game Goodbye
(2001) The Last Kiss
(2009)
Singles
1. Time's Up
Sortie : 20 avril 2004
2. Why
Sortie : 13 juillet 2004
3. U Make Me Wanna
Sortie : 12 octobre 2004

Kiss of Death est le deuxième album studio de Jadakiss, sorti le 22 juin 2004.
L'album s'est classé 1er au Billboard 200 et au Top R&B/Hip-Hop Albums et a été certifié disque d'or par la Recording Industry Association of America (RIAA) le 11 mars 2001.

## Liste des titres
| No  | Titre                                                                             | Contient un (des) sample(s) de                                                  | Durée |
| --- | --------------------------------------------------------------------------------- | ------------------------------------------------------------------------------- | ----- |
| 1.  | Intro (Produit par DJ Green Lantern)                                              |                                                                                 | 1:13  |
| 2.  | What You So Mad At? (Produit par Black Key)                                       |                                                                                 | 3:37  |
| 3.  | Shine (featuring Snoop Dogg et DJ Quik – Produit par Jelly Roll)                  |                                                                                 | 5:00  |
| 4.  | Bring You Down (Produit par Neo da Matrix)                                        |                                                                                 | 3:39  |
| 5.  | Time's Up (featuring Nate Dogg – Produit par Scott Storch)                        |                                                                                 | 3:36  |
| 6.  | Why (featuring Anthony Hamilton – Produit par Havoc)                              | Mandrake de Gong One Time (The Diary Version) de Scarface                       | 4:00  |
| 7.  | U Make Me Wanna (featuring Mariah Carey – Produit par Scott Storch)               |                                                                                 | 4:53  |
| 8.  | Hot (Skit)                                                                        | I Want to Be Your Man de Roger                                                  | 0:18  |
| 9.  | Hot Sauce to Go (featuring Pharrell Williams – Produit par The Neptunes)          |                                                                                 | 3:56  |
| 10. | Real Hip Hop (featuring Sheek Louch – Produit par Swizz Beatz)                    | Do Do Wap Is Strong in Here de Curtis Mayfield                                  | 2:57  |
| 11. | Shoot Outs (featuring Styles P – Produit par Elite)                               | Made in Heaven de Queen                                                         | 4:18  |
| 12. | Still Feel Me (Produit par The Alchemist)                                         | In the Rain des Dramatics New Life de Nick Sargent                              | 2:42  |
| 13. | By Your Side (Produit par Baby Grand)                                             | I'd Find You Anywhere de Creative Source                                        | 3:51  |
| 14. | Gettin' It In (featuring Kanye West – Produit par Kanye West)                     | The Facade de Melba Moore Ain't No Love in the Heart of the City de Bobby Bland | 3:37  |
| 15. | Air It Out (Produit par Neo da Matrix)                                            |                                                                                 | 4:03  |
| 16. | Welcome to D-Block (Interprété par The LOX featuring Eminem – Produit par Eminem) |                                                                                 | 4:25  |
| 17. | Kiss of Death (featuring Styles P – Produit par Red Spyda)                        |                                                                                 | 3:12  |
| 18. | I'm Goin Back (featuring Nesha – Produit par Black Key)                           | Secret Lovers d'Atlantic Starr                                                  | 3:37  |